# Krzysztof Włodarski
Krzysztof "Kali" Włodarski (ur. 1977 w Zielonej Górze), znany również jako Geryon – polski muzyk, kompozytor, reżyser, artysta malarz, grafik oraz tatuażysta. Absolwent filozofii na Uniwersytecie Zielonogórskim oraz Croydon Art College. 
W 1994 roku założył blackmetalową grupę muzyczną Profanum. Wraz z zespołem nagrał m.in. trzy albumy studyjne: wydany w 1996 roku Flowers of Our Black Misanthropy, wydany rok później Profanum Aeternum: Eminence of Satanic Imperial Art oraz Musaeum Esotericum z 2001 roku. W 1995 założył projekt Desolation Zone prezentujący muzykę z pogranicza takich gatunków jak industrial czy noise. W 1996 roku wraz z Tomaszem "Reyashem" Rejkiem powołał formację Witchmaster. Do 2009 ukazało się cztery albumy studyjne zespołu: Violence & Blasphemy (2000), Masochistic Devil Worship (2002), Witchmaster (2004) oraz Trucizna (2009). 
Od 1999 roku pracuje jako profesjonalny tatuażysta. W 2002 roku Włodarski wyemigrował do Wielkiej Brytanii, gdzie pracował m.in. dla londyńskiego studia Angelic Hell Tattoo World oraz Skin Shock. W 2005 roku wyreżyserował film pt. Intelekt Kollapse. Obraz ukazał się tego samego roku na płycie DVD nakładem Pagan Records. Jako artysta malarz wystawiał swoje prace w Europie i USA, między innymi w: Londynie, Berlinie, Zurychu, Detroit i Amsterdamie.

## Wystawy
Opracowano na podstawie materiału źródłowego.
- Off Tracks, Paryż, Francja, 2007
- The Others - Art Ensemble Group Show, London, 2008
- Cpop Gallery - Cpopportunity Group Show, Detroit, USA, 2008
- Chelsea Library Gallery, Londyn, 2008, (wystawa indywidualna)
- "Forma", Rawicz, Polska, 2009
- Parfitt Gallery, Croydon College, Londyn, 2009
- MoPiA, Zurych, Szwajcaria, 2009, (wystawa indywidualna)
- Abnormals Gallery, Berlin, 2009
- Resistance Gallery, "New skin for old ceremony", Londyn, 2009, (wystawa indywidualna)
- MOEA, Amsterdam, Holandia, 2009
- Unit24 Gallery, Londyn, 2009, (wystawa indywidualna)
- Resistance Gallery, "Bizarre Resistance Rising", Londyn, 2010
- Ava Gallery, Londyn, 2010
- Birdhouse Gallery, Austin, USA, 2010
- Wilson Williams Gallery, Londyn, 2010
- "Surrealism Now!", Convent Saint Anna, Coimbra, Portugalia, 2010
- "Art with a pulse", 2021 Gallery, Visual Arts Centre, North Licolnshire, 2010
- "Act Art" Islington Metalworks, Londyn 2010
- Museum of New Art, "New Media, Sex, and Culture in the 21st Century", Detroit, 2010
- Galerie Z, "24 Stars", Stuttgart, 2010

## Dyskografia
Desolation Zone
- Sound of the Serpent Garden (1995, TGFG Production)
- Genocide (1997, TGFG Production)
- Rest in hell (1997, TGFG Production)
- Wristcut (1998, RNM Production)
- Warfare (1998, TGFG Production)
- Sonixslaughter (1999, DRSC Production)
- The Industrial Aesthetics (2003, 666rec)
- Spiritual Lobotomy (2004, split z Insane Asylum)
- Process (2005, Void Rekordz)
- Grunberg Maschinen Sturm - 3 way split Totenhaus, Plan-a (2006, Beast of Prey)
- L'homme machine (2007, Beast of Prey)